# Live from Paris (álbum de U2)
Live from Paris é um álbum ao vivo e de vídeo da banda de rock irlandesa U2, gravado no concerto da banda em Hipódromo de Vincennes, em Paris, na França, em 4 de julho de 1987. O show foi originalmente lançado em forma de vídeo no DVD bônus no box na edição remasterizada de The Joshua Tree, lançado em 20 de novembro de 2007. No ano seguinte, o concerto foi lançado como download digital exclusivamente na iTunes Store, em 21 de julho de 2008. Tanto o vídeo como o álbum contém 18 faixas retiradas da banda em Paris durante sua turnê mundial The Joshua Tree Tour, que teve lugar em 4 de julho de 1987.

## Lista de faixas
1. "I Will Follow" (do álbum Boy) – 3:58
2. "Trip Through Your Wires" (do álbum The Joshua Tree) – 3:33
3. "I Still Haven't Found What I'm Looking For" (do álbum The Joshua Tree) – 5:26
4. "MLK" (do álbum The Unforgettable Fire) – 1:27
5. "The Unforgettable Fire" (do álbum The Unforgettable Fire) – 4:40
6. "Sunday Bloody Sunday" (do álbum War) – 5:33
7. "Exit" (do álbum The Joshua Tree) – 4:12
8. "In God's Country" (do álbum The Joshua Tree) – 2:52
9. "The Electric Co." (do álbum Boy) – 4:32
10. "Bad" (do álbum The Unfogerttable Fire) – 7:04
11. "October" (do álbum October) – 2:04
12. "New Year's Day" (do álbum War) – 4:44
13. "Pride (In the Name of Love)" (do álbum The Unforgettable Fire) – 4:55
14. "Bullet the Blue Sky" (do álbum The Joshua Tree) – 4:53
15. "Running to Stand Still" (do álbum The Joshua Tree) – 4:07
16. "With or Without You" (do álbum The Joshua Tree) – 9:59
17. "Party Girl" (do single "A Celebration") – 4:11
18. "40" (do álbum War) – 6:46

Por pouco a apresentação completa do show de Paris foi lançada, com três covers, os quais foram excluídos de ambas remasterizações de The Joshua Tree. As canções que não estão presentes são "Stand by Me", "C'mon Everybody" (ambas tocadas antes "I Will Follow") e "Help!" (tocada entre "The Electric Co." e "Bad").

## Gráfico
| País/Parada                         | Melhor posição |
| ----------------------------------- | -------------- |
| Estados Unidos (Alternative Albums) | 18             |
| Estados Unidos (Billboard 200)      | 54             |
| Estados Unidos (Digital Albums)     | 167            |
| Estados Unidos (Rock Albums)        | 21             |